# 山内道雄 (政治家)
山内 道雄（やまうち みちお、1938年6月7日 - 2024年1月3日）は、日本の政治家。島根県海士郡海士村（現・隠岐郡海士町）出身。
島根県立益田高等学校卒。1995年（平成7年）から2002年（平成14年）まで2期7年にわたって海士町議会議員を務め、2002年（平成14年）から2018年（平成30年）まで4期16年にわたって海士町長を務めた。電電公社からNTTに変革したときの経験を活かし、大胆な行政改革と産業創出策を行った結果、海士町は「地方創生のトップランナー」と謳われるほどの町となった。第三セクター「株式会社ふるさと海士」社長でもある。

## 経歴

### 政界進出前

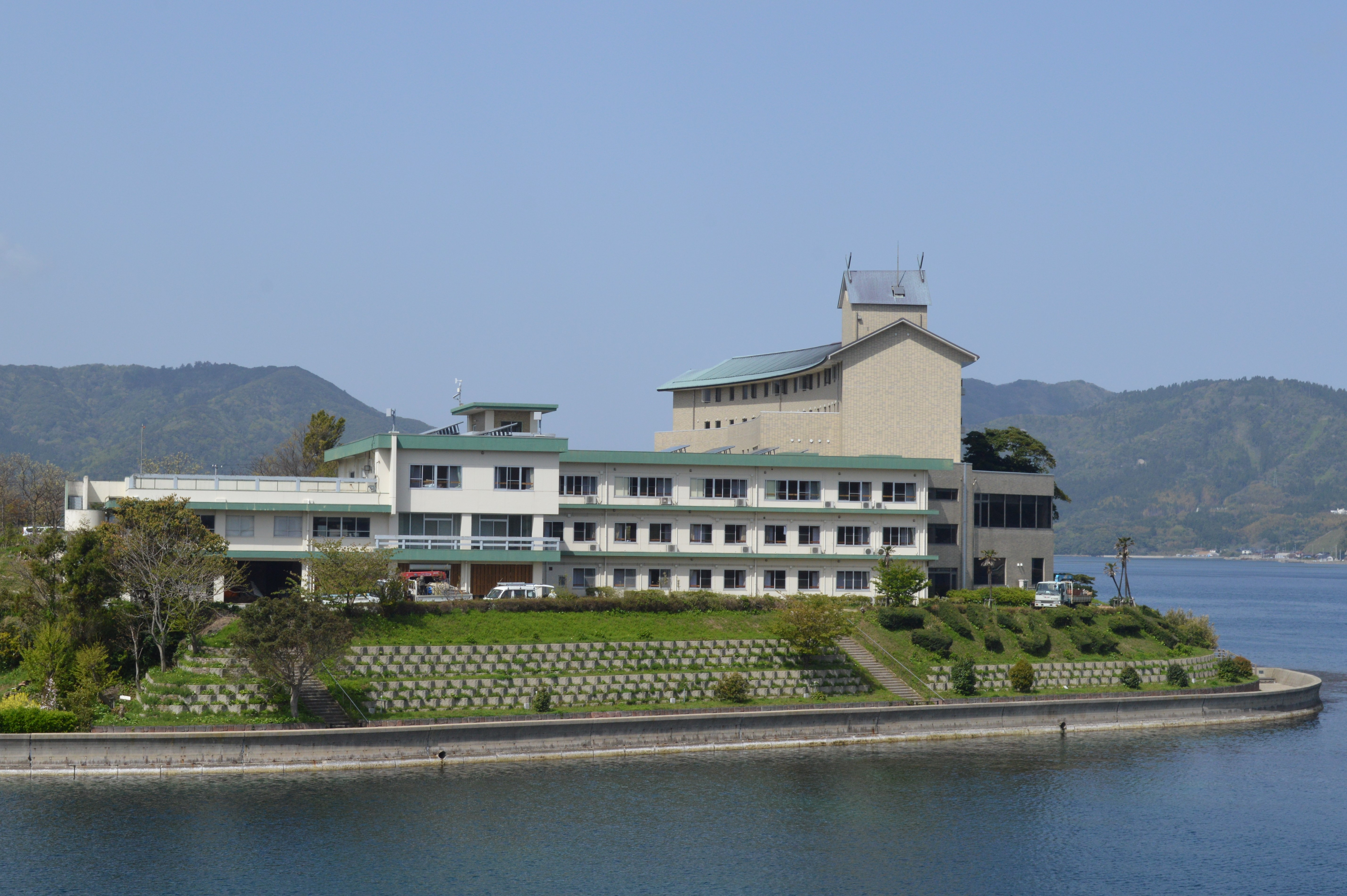
取締役総支配人を務めたマリンポートホテル海士

両親は鳥取県出身で隠岐諸島・島前の海士郡海士村に移り住んだ人物である。1938年（昭和13年）6月7日、山内道雄は海士村に生まれた。
山内の少年時代の島前には高校が存在しなかったため、兄が住む本土の益田市に下宿して、島根県立益田高等学校を卒業した。高校卒業後には松江市で1年間働いた後、いちどは海士村に戻って郵便局に勤め、青年団の活動に精を出した。その後電通合理化によって本土の電電公社に配置転換され、若い時には労働組合の委員長を経験している。電電公社ではずっと営業畑の人間であり、1985年（昭和60年）に電電公社が分割民営化されてNTTに移行したのと同時に課長に就任し、その後は通信機器営業支店支店長に就いた。
海士町に住む母親が病気で倒れたため、52歳だった1991年（平成3年）にNTTを退職して海士町に戻り、海士町長の山中正巳に誘われて第三セクター企業の運営に関わった。1993年（平成5年）には第三セクターによるマリンポートホテル海士の開業に携わり、その後は取締役総支配人に就任した。

### 海士町政への進出
1995年（平成7年）には海士町議会議員に当選し、1999年（平成11年）に2選を果たすと海士町議会議長に就任した。2002年（平成14年）には海士町長選挙に出馬。親の代で隠岐にやってきた山内は地方の首長選挙に重要な地縁・血縁がなく、当時の町議のうち女性議員1人以外は対立候補である前助役の竹谷範雄の応援に回った。しかし蓋を開けてみると、山内が1,214票、竹谷が765票を獲得し、山内は449票差の大差をつけて海士町長に当選した。有権者数は2,118人であり、投票率は93.96%の高さだった。
平成の大合併時には島前の2町1村（海士町・西ノ島町・知夫村）でも合併に向けた協議会が設立されたが、山内は海士町の単独町政の維持を選択し、2003年（平成15年）12月25日には島根県で初めて協議会を解散させている。解散の際の文書では「まさに島の存亡の危機に直面する中で、今後は三町村で力を合わせ、県や国に対して、このような島嶼地域にあっても自主的・主体的な行政運営が可能となるよう積極的に働きかけていく」と高らかに宣言している。

### 町長としての施策

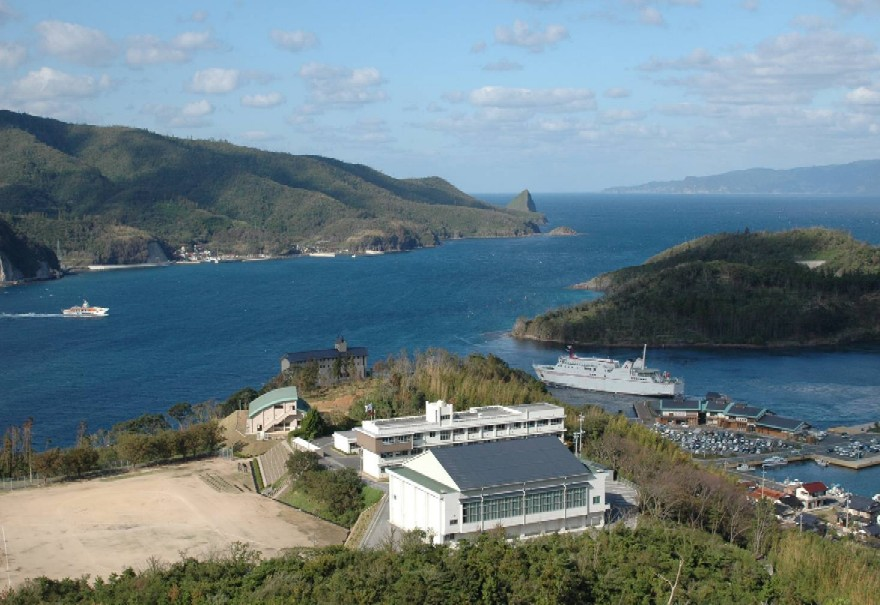
島根県立隠岐島前高校

#### 隠岐島前高校の再生
島内にある島根県立隠岐島前高等学校は少子高齢化の進行などで入学者が減少し、2006年度には学級数の減少（1学年2学級→1学級）が行われるなどして統廃合の危機に瀕していた。
2004年（平成16年）の「海士町自立促進プラン」を具体化させた隠岐島前高校の魅力化事業の一環として、2007年度には山内を会長として「隠岐島前高校の魅力化と永久の発展の会」が設立された。同会を構成する海士町や隠岐島前高校では、Iターンの教育関係者を中心に、島前以外からの入学生の寮費無償化、公立学習塾である隠岐國学習センターの設立など斬新な施策を行った。
2010年度には生徒の全国募集を開始し、2011年度には島根県外の茨城県・東京都・大阪府・兵庫県・広島県から計8人が、また島根県の本土から4人が、計12人が隠岐諸島外から入学（島留学）した。これらの結果、2012年度には離島の高校として異例の学級増（1学年1学級→2学級）となった。

#### 図書館サービス

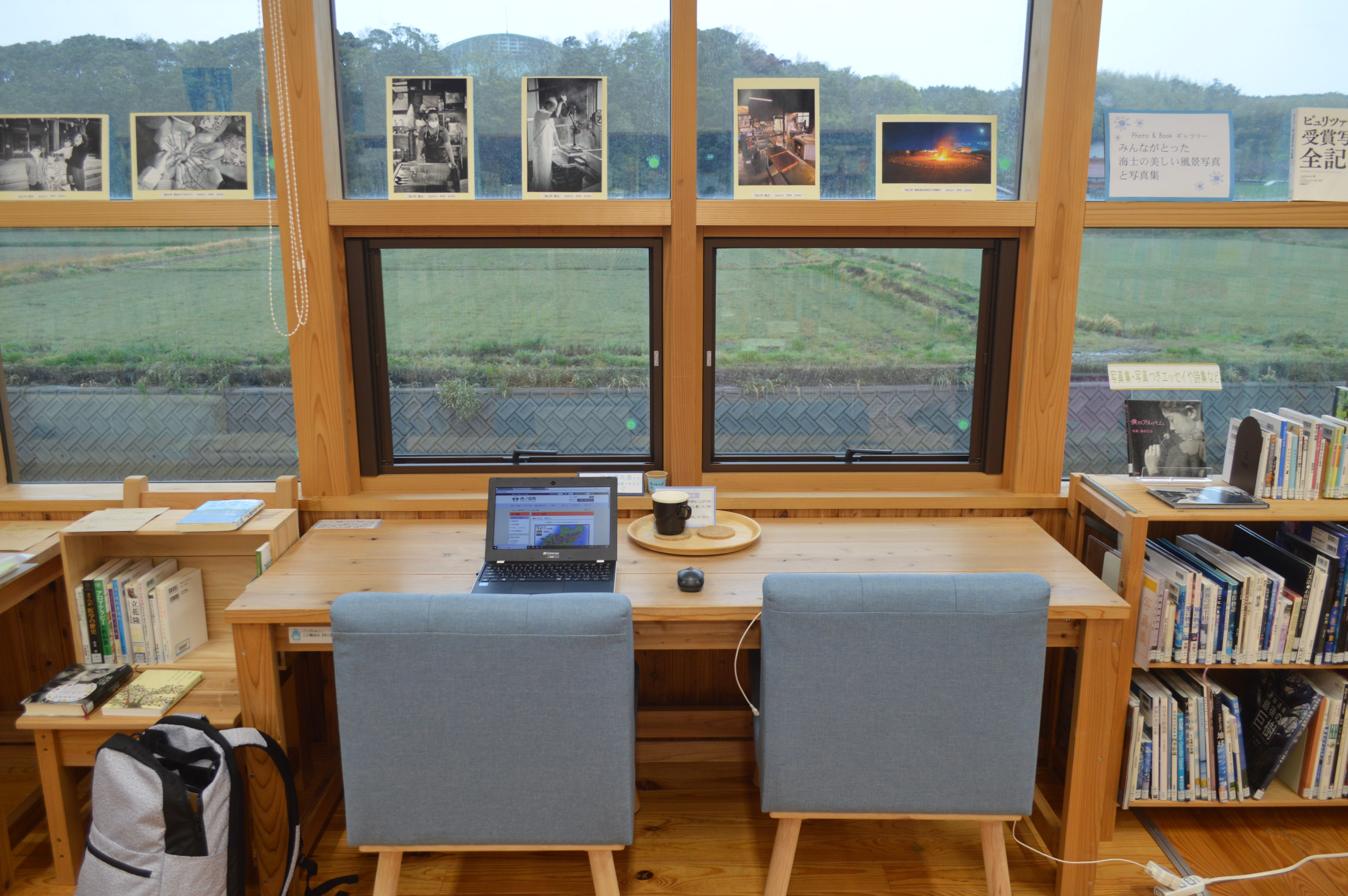
海士町中央図書館

山内はまた、街づくりの中核に図書館を据えた。2007年（平成19年）には海士町自立促進プランに基づき島全体をひとつの図書館とみなす「島まるごと図書館構想」を策定。2010年（平成22年）に海士町中央図書館が開館した。海士町中央図書館は「滞在・交流型図書館」を運営コンセプトとしている。
海士町中央図書館の取り組みは「分散型図書館サービスの先駆例」と評価され、2014年（平成26年）には知的資源イニシアティブが主催するLibrary of the Yearを受賞した。受賞前年の2013年（平成25年）には、Library of the Yearの最終選考会が行われた第15回図書館総合展において、「首長が語る地方行政の現状と図書館への期待2 鯖江市、海士町、恩納村の取り組みに学ぶ」というフォーラムに講師として登壇している。

#### その他の施策

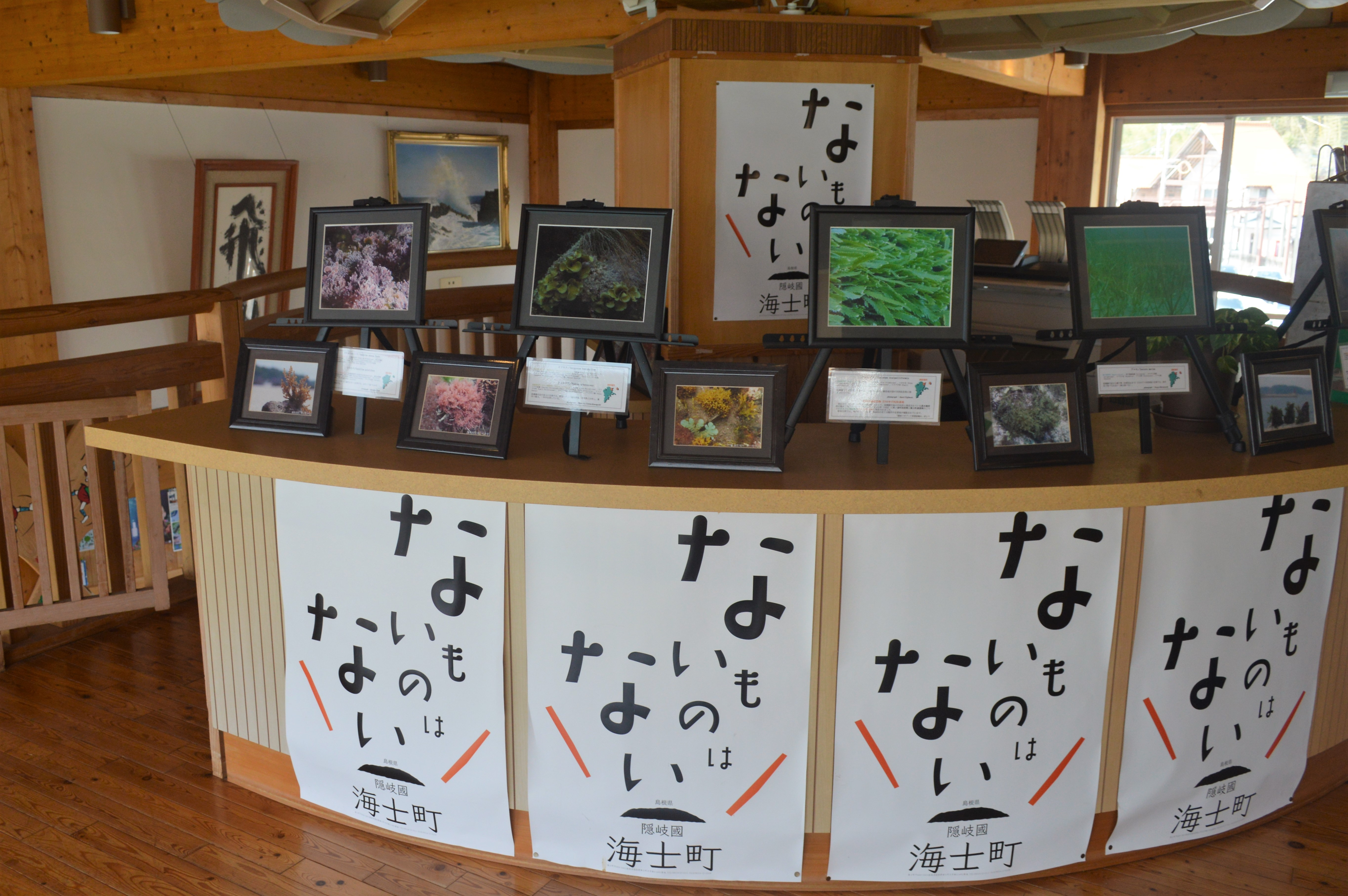
山内が提唱した合言葉「ないものはない」のポスター

2006年（平成18年）5月には無投票で海士町長に2選し、2010年（平成22年）5月には無投票で海士町長に無投票で3選し、2014年（平成26年）5月には無投票で海士町長に無投票で4選した。隠岐牛のブランド化による産業振興などにも取り組んだ。
2018年（平成30年）5月の海士町長選挙には出馬せず、山内の支援を受けた大江和彦が無投票で後任の町長に当選した。同年11月、旭日小綬章を受章した。

### 死去
2024年（令和6年）1月3日、心不全のために海士町の自宅で死去した。85歳没。死没日付をもって従五位に叙された。
同年5月25日、NHK総合テレビジョンの「新プロジェクトX〜挑戦者たち〜」で海士町を題材とする「隠岐 島に希望を取り戻せ 〜破綻寸前からの総力戦〜」が放送され、山内も主要な登場人物となった。

## 著書
- 山内道雄『離島発 生き残るための10の戦略』〈生活新人書〉NHK出版、2007年
- 山内道雄・岩本悠・田中輝美『未来を変えた島の学校 隠岐島前発 ふるさと再興への挑戦』岩波書店、2015年